# Lago Nong Han

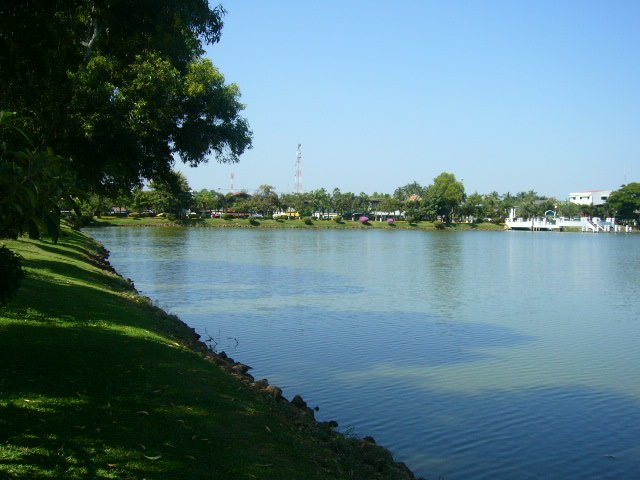
Parte del Lago Nong Han cerca de Sakon Nakhon, Tailandia.

Nong Han (en tailandés: หนองหาน) es un lago, el mayor del noreste de Tailandia, situado al noreste de la ciudad Sakon Nakhon. Tiene una superficie de 125,2 km².
El principal río que alimenta el lago es el Nam Pung, que nace en las montañas de Phu Phan, al sur. La salida del lago es el río Huai Nam Khan, al sureste, que desemboca en el Mekong. La profundidad media del lago es de 1,9 metros, sin embargo durante la estación seca el lago queda como una laguna de aguas poco profundas. El lago se explota para la pesca y para fines de ocio, ya que buena parte de la línea de costa se ha convertido en parque público cerca de la ciudad de Sakon Nakhon.